# Route européenne 74
Pour les articles homonymes, voir E74 et Route 74.
La route européenne 74 (E74) est une route reliant Nice à Alexandrie (en italien : Alessandria). Elle franchit trois fois la frontière franco-italienne.